# 神路號誌站

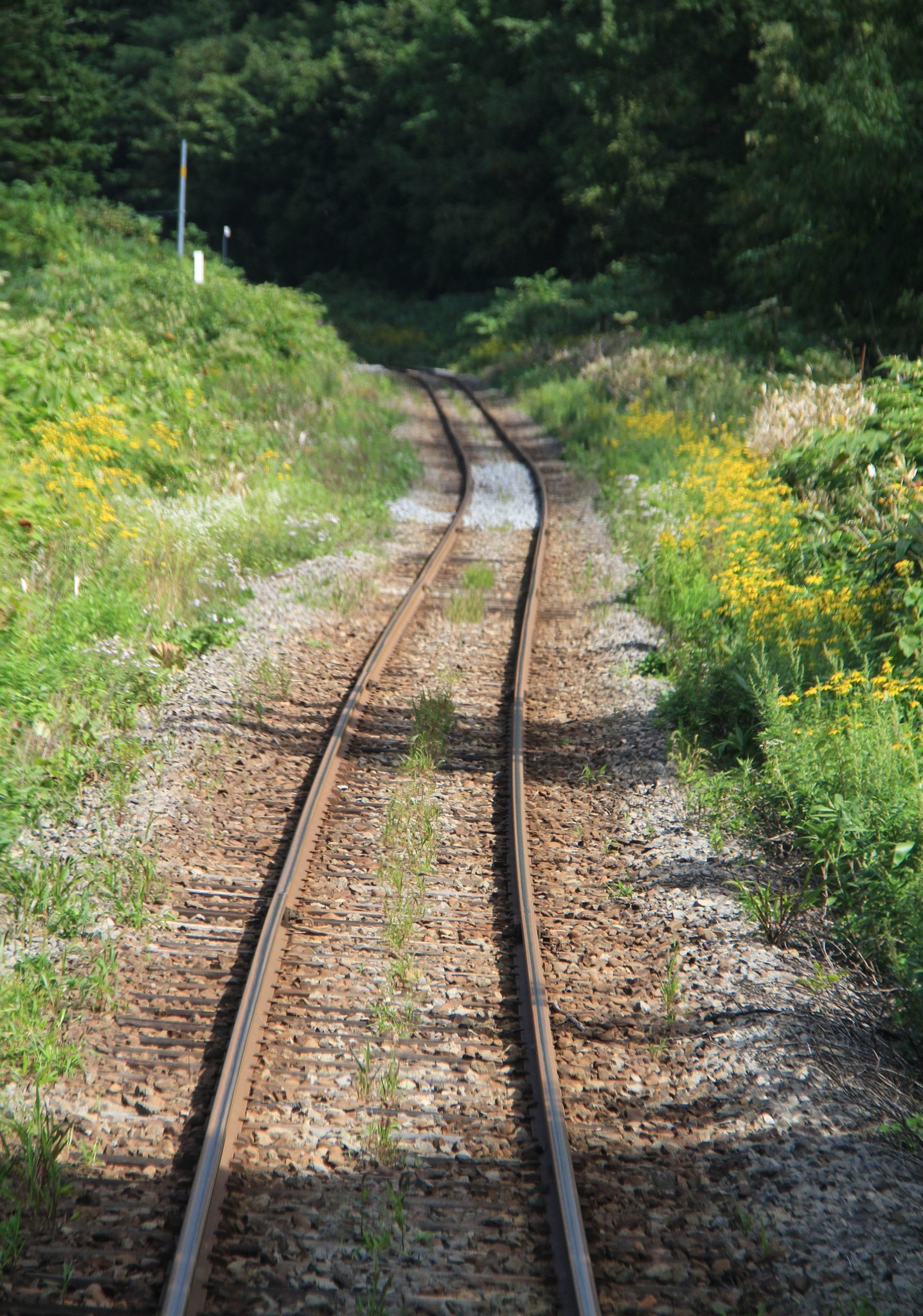

神路號誌站（日语：／ Kamiji shingōjō */?）是一個位於日本北海道中川郡中川町神路的已廢鐵路號誌站，1922年初設時原本是日本國有鐵道宗谷本線沿線的一個一般車站，但由於使用率過低而被降為臨時乘降場等級的號誌站之後，再遭廢站。
名稱來自阿伊努語的「kamuy-ru-e-san-i」（神之道路出口的地方）的意譯。

## 歷史
- 1922年（大正11年）11月8日 - 日本國有鐵道之神路站啟用。
- 1977年（昭和52年）5月25日 - 車站降級為號誌站，並以假乘降場（臨時停靠站）的方式服務旅客。
- 1985年（昭和60年）3月14日 - 廢站。
- 2005年（平成17年）5月 - 由於車站建物老朽，相關單位基於安全考量將其拆除。

## 車站周邊
在1963年之前，車站所在地區除了鐵路外並沒有其他交通工具路線。雖然在1963年3月興建了一座用於連接位在對岸國道40號的吊橋「神路大橋」，但在同年12月18日因為局部風（local wind）的緣故而崩壞，而神路地區的所有居民也都在1965年時自當地撤離。由於沒有任何一般橋樑，加上附近天鹽川十分湍急、無法利用船隻渡河，因此本車站亦被稱為「幻之秘境站」。由於車站建築有倒塌的危險，JR北海道在2005年5月決定將建築拆除，只餘下站房與1號月台的地基。此外，由於沿著鐵路路軌以步行方式走入車站範圍是違法且危險行為，因此要造訪此車站的遺址原則上是不可能做到的事。
- 天鹽川
- 神居山
- 神路大橋橋桁、橋台遺址
- 中川町立神路小學遺址
- 日本運通稚內分店神路辦公室遺址

## 相鄰車站
北海道旅客鐵道
宗谷本線
筬島－神路信號場－佐久